# 磯部の御神田
磯部の御神田（いそべのおみた）は、三重県志摩市の伊雑宮に伝わる民俗芸能の田楽。保護団体は、磯部の御神田奉仕会。1973年12月4日に記録作成等の措置を講ずべき無形の民俗文化財（選択無形民俗文化財）に選択、1990年3月29日に重要無形民俗文化財に指定された。また東海農政局による「東海美の里百選」に選定されている。

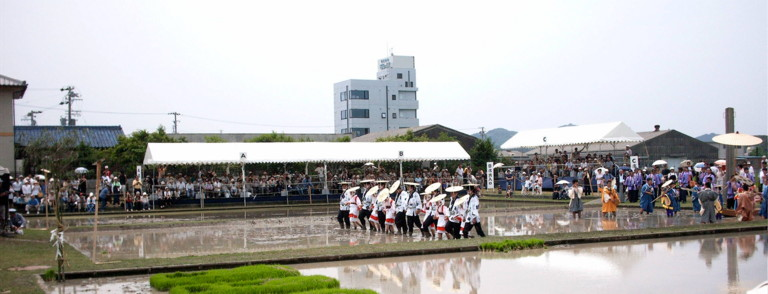
伊雑宮御田植祭

毎年6月24日に行われる伊雑宮御田植祭で披露される。祭りそのものも御神田と呼ばれる。開催日の6月24日は、倭姫命の巡幸の際に7匹のサメが野川を遡上（そじょう）し、命に伊雑宮の鎮座地を示したという「七本鮫」伝承に基づく。毎年この日には7匹のサメが伊雑宮に参詣するとされ、近隣の漁師は休漁する習慣がある。

## 歴史
起源は定かではないが、平安時代末期に現在の形が成立したという説が一般的である。
- 天保年間（1830年〜1843年） - 祭の時に笹にくるんで餅を振る舞う中で、恵利原早餅つきが誕生[4]。さわ餅も同時期の誕生とされる[5]。
- 1871年（明治04年） - 神宮改革により中断。
- 1882年（明治15年） - 虫除祈念の名目で再興。
- 戦時中も途絶えることなく続けられた。
- 1971年（昭和46年） - 三重県の無形民俗文化財に指定。
- 1990年（平成02年）3月29日 - 国の重要無形民俗文化財に指定。
- 2020年（令和02年） - 新型コロナウイルス感染症の流行を受けて、役員による田植えのみ実施[6]。
- 2021年（令和03年） - 感染症対策を施して、御田植神事・踊り込みを再開[6]。竹取神事は2年連続で中止[6]。

## 奉仕区
明治時代以前に「磯部七郷」、後に「磯部九郷」と呼ばれた以下の9地区（いずれも志摩市磯部町内）が、以下の並び順に7年に1度祭りを担当する。2011年（平成23年）は下之郷区が務めた。2020年（令和2年）は迫間区が担当する予定であったが、新型コロナウイルス感染症の影響で神事を中止したため、2021年（令和3年）にずれ込んだ。おおむね旧磯部村の領域に一致するが、坂崎・飯浜は奉仕区に含まれない。
- 五知・上之郷区＊
- 山田・沓掛区＊
- 下之郷区
- 穴川区
- 迫間区
- 築地区
- 恵利原区

＊は2地区合同で行う。
上之郷に残る『年中行事覚書』には、江戸時代の奉仕区について以下のように記している。
すなわち、下之郷と恵利原は4年ごと、五知・上之郷と沓掛・山田は8年ごと、築地、迫間、穴川は12年ごとに担当が回ってくるようになっており、地区により担当回数に大きな差があった。

## やくびと
御神田に奉仕する人を「やくびと」（役人）と言う。以前は衣装を自前で用意する必要があったため、地区の有力者から順に選ばれることが多かった。そのため、神事に出られることを名誉とする風潮があったが、少子化のため、そうした雰囲気は薄れてきている。
以下に役とその役割を記す。
- 太鼓（太鼓打ち） - 1人。女装した男児が田舟に乗って太鼓を演奏する。
- 簓（ささら、簓摺り） - 2人。簓という楽器を演奏する。「さいとりさし」の舞も担当する。
- 早乙女 - 6人。御神田の花形。やくびとの中で女性が担当するのはこれだけである。
- 大鼓（おど） - 太鼓とも表記する。1人。要所で掛け声の後、鼓を打つ。
- 小鼓（こど） - 1人。大鼓と交互に鼓を打つ。
- 謡（うたい）- 6人。田植え歌と踊り込み歌を担当。
- 笛 - 2人。田楽の曲を担当する。
- 立人・田道人（たちど） - 6人。早乙女とともに田植えを行う。
- 柄振（えぶり、柄振指し） - 2人。竹取り神事の後の田をならしたり、踊り込みの先導を務める。
- 警護 - 1人。長い歴史の中で本来の名前は不明となり、役割から「警護」と呼ばれる。他のやくびとを見守り、祭りの円滑な進行を支える。

やくびとのほかにも、忌竹（いみだけ）を奪い合う男衆、伊雑宮の神職、神事の指導をする師匠、奉仕区の区長、やくびとの身辺の世話人、神田のある上之郷の住民などが祭りの運営に携わっている。

## 祭りの次第
1. 拝礼 - やくびとが祭りの成功を祈願して参拝とお祓いをする。
2. 苗取り - 田道人と早乙女が苗場を3周半回って苗を取る。
3. 竹取神事 - 神田の中央に設置された、「太一」と書かれたうちわ（ゴンバウチワと称する）のついた忌竹（いみだけ）を男が奪い合う。この竹の一片を船に祀れば豊漁となると伝えられるため、男たちは荒々しい奪い合いを繰り広げる[11]。見物客の注目を集める場面であるが、古記録に現れるのは1882年（明治15年）頃であり、祭りの本質ではないとされる[8]。
4. 御田植神事 - 笛や太鼓の演奏の中、早乙女と田道人（たちど）が横一列になって苗を植えて行く。半分ほど植え終えたところで、やくびとに酒が振る舞われる[注 1]。この後、簓によって、｢刺鳥差の舞｣（さいとりさしのまい）が舞われる[7]。曲調は各地区共通であるが、詞が若干異なる。また、下之郷区のみ太鼓による「岩戸開きの舞」が披露される[7]。
5. 踊込み - 休憩を挟んだ後、｢エイエイシャントセー｣という踊り込み歌を歌いながら、神田から伊雑宮一の鳥居までの約200mを2時間かけて練り歩く。感染対策のため、2021年（令和3年）は30分に短縮された[8]。歌詞は地区ごとに異なる。一般にはこれにて祭りは終了と思われている。
6. 千秋楽の仕舞 - 太鼓と簓によって舞われる、短い舞。